# Természetjárás

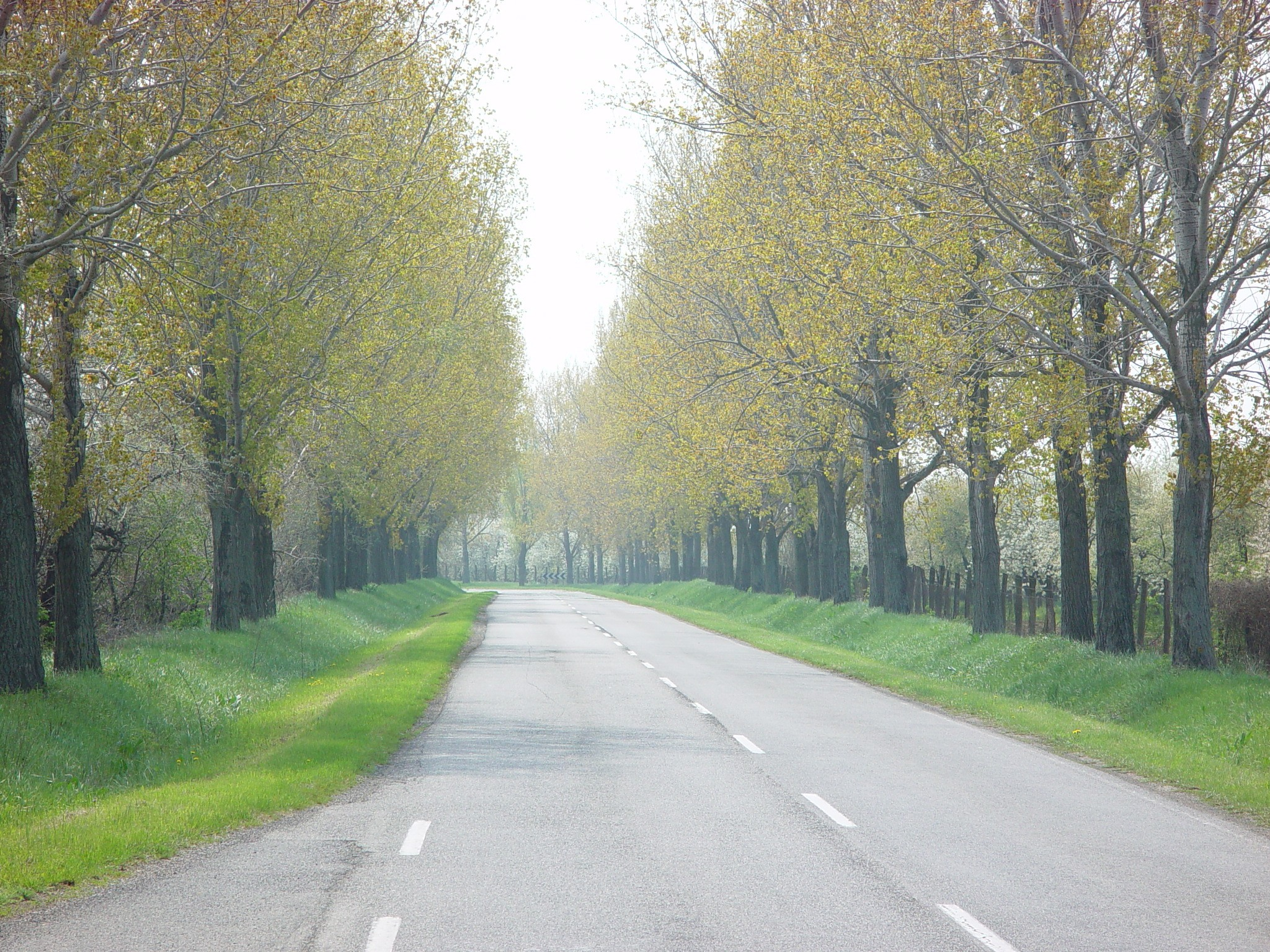
A természetjárás a városból kivezető úton kezdődik

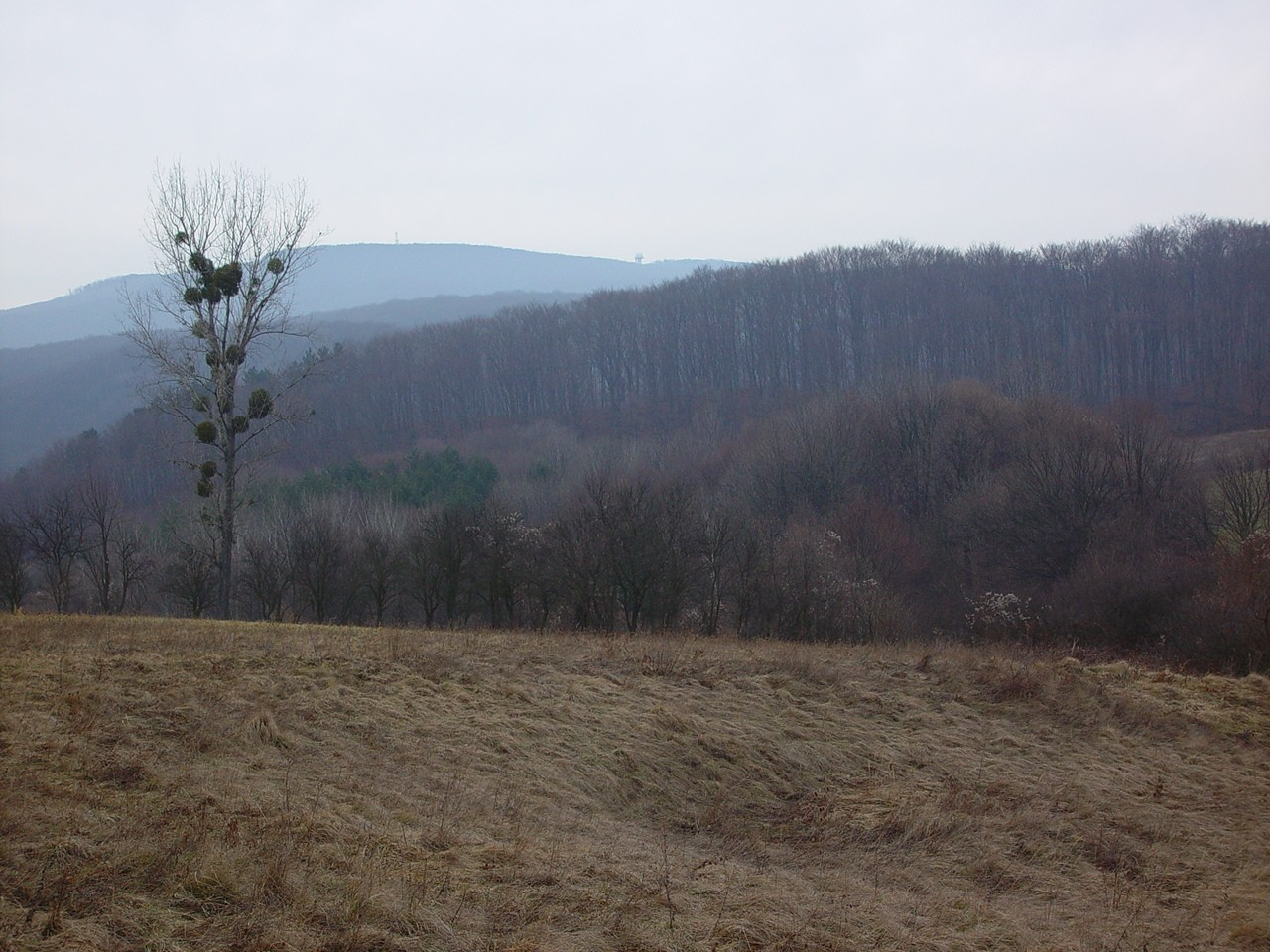
A túrázás egyik kedvelt célja az erdő

A természetjárás során az emberek kiszakadnak városi környezetükből, és a természetes környezetben töltik el idejüket.
Ennek leggyakoribb módja a gyalogos kirándulások és gyalogtúrák, de ide tartoznak a vízitúrák, sítúrák és más, fizikai igénybevétellel járó, egyéni vagy csoportos, nem egyszer versenyként lebonyolított túrák is.
A társadalom egyik fontos célja az, hogy természeti környezetünket megóvjuk, ezért a természetjárás fontos része a fiatalok, illetve a természetbe vágyók oktatása: hogyan őrizzék meg a természetes állapotot, hogyan zavarják meg legkevésbé azt; ne szemeteljenek vagy ne gyújtsanak tüzet erre nem alkalmas helyeken. Ennek hiányában a természetjárók okozta károk elhárításának költsége jelentős terhet jelent az adott régiónak, országnak, az el nem hárítható károkat nem is említve. A természetvédelemmel összekapcsolt turizmus újabbkeletű fogalma az ökoturizmus.

## A természetjárás ágai

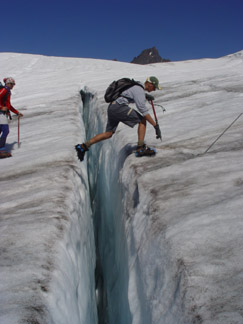
Turisták egy gleccserhasadék fölött (North Cascades Nemzeti Park, USA

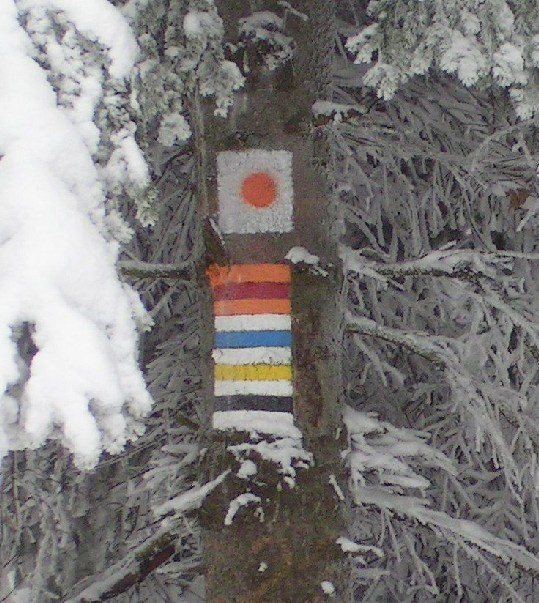
Turistajelzések Lengyelországban

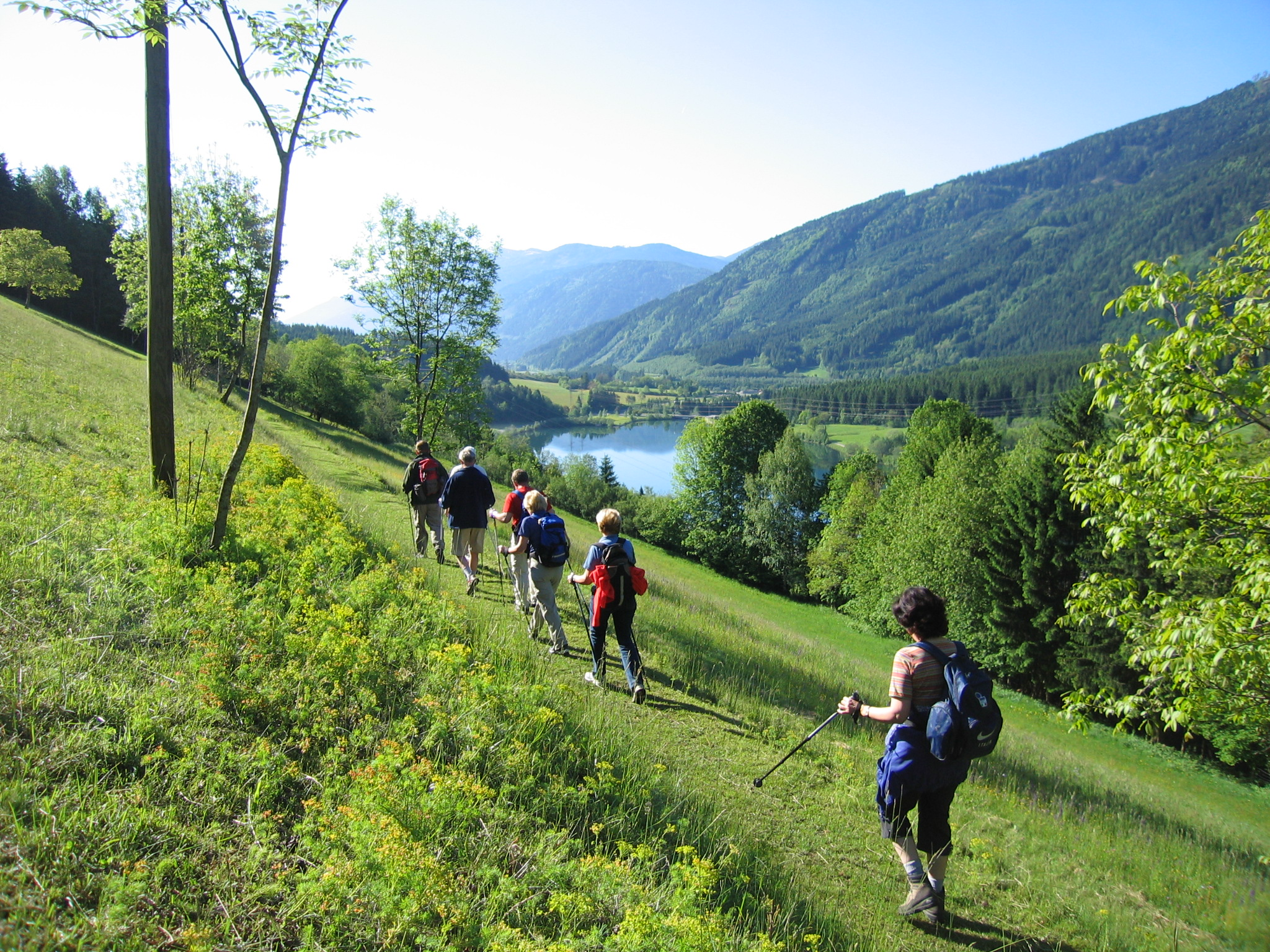
Turisták a karintiai Mölltal vidékén (Ausztria)

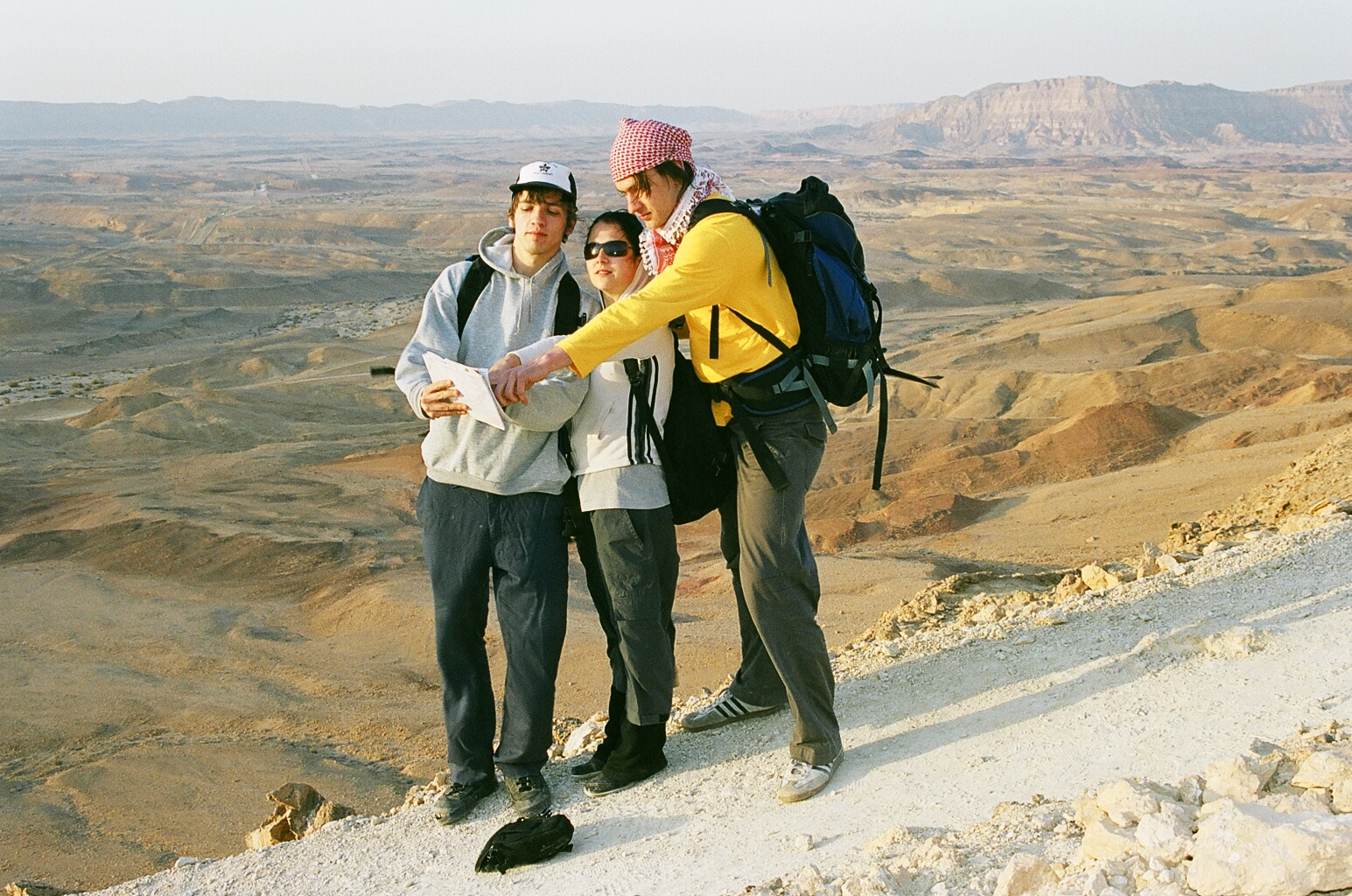
Természetjáró fiatalok Izraelben

- Barlangászat
- Gyalogos
  - Gyalogos túrázás
  - Tájfutás
  - Geocaching
- Hegymászó
- Ifjúsági
- Kerékpáros
  - Országúti kerékpározás
  - Túrakerékpározás
  - Terep-kerékpározás
- Lovas
- Nemzetközi
- Természetvédelmi
- Sí
- Vízi

## Teljesítménytúrázás
A teljesítménytúra a természetjárás sportosított versenyszerű változata, amit általában turistaegyesületek szoktak rendezni. A célt előre meghatározott útvonalon, a megadott időkorláton (szintidő) belül kell teljesíteni. Hosszabb útvonal esetén többféle hossz megtételére lehet vállalkozni (pl. 10-20-40 km). A végigjárás igazolására útközben ellenőrző pontokat szoktak felállítani, melyeken az igazolólapot pecséttel vagy egyéb bejegyzéssel látják el. Hosszabb távú túrákon ételt (zsíroskenyér, csokoládé), italt (tea) is fel szoktak szolgálni a sporttársaknak, ennek költsége általában benne van a nevezési díjban. A szintidőn belüli, érvényes igazolólappal rendelkezőket oklevéllel, jelvénnyel/kitűzővel díjazzák a célban.

## Tájékozódási túraverseny
A természetjárók, túrázók versenye a gyalogos természetjáró tájékozódási túraverseny. Ez olyan verseny, amely a természetjárás keretein belül lehetőséget ad tájékozódási képesség fejlesztésére, a fizikai kondíció javítására, továbbá arra, hogy a résztvevők versenyszerűen összemérjék szellemi-fizikai felkészültségüket a szabad természetben történő tájékozódásban.
A tájékozódási túraversenyeket a tájfutó versenyen is használt tájfutó térképeket használva rendezik meg és az alapvető versenyfeladat is azonos: ismeretlen terepen térkép alapján kell adott sorrendben megkeresni a kijelölt pontokat. Az alapvető különbség a tájfutó és a tájékozódási túraversenyek között, hogy az előbbinél a győztes az, aki a leggyorsabban teljesíti a pályát, addig a tájékozódási túraversenyen egy előre megadott menetidő alatt kell a pályát teljesíteni és a menetidőtől történő eltérést késés és sietés esetén egyaránt büntetőpontokkal honorálják.

## Túramozgalmak
A túramozgalmak fő célkitűzései, hogy a teljesítő személy a természetjáráson kívül ismeretanyagokkal is gazdagodjon. A mozgalmak lehetnek tájegységet, épített örökséget (várak), nevezetes földrajzi pontokat bemutató, illetve híres személyek emlékéhez kötődő utak végigjárására ösztönző kezdeményezések. A teljesítést a túrázónak hitelt érdemlően bizonyítania kell. Erre legtöbbször a túramozgalom igazolófüzete szolgál. E füzetbe a teljesítés során meghatározott helyeken igazolást (bélyegzés, fotó) kell tenni. A teljesítés általában nincs időhöz, felkeresendő pontok esetében sorrendhez kötve. A turistának egyénileg kell megszerveznie az útját és az igazolások begyűjtését. A túramozgalom végén a mozgalmat kiíró szervezethez el kell juttatni az igazoló okmányt, ahol ezt ebírálják. A sikeres teljesítést általában kitűzővel, néha sorszámozott jelvénnyel és oklevéllel szokták jutalmazni.
Két alfaja létezik.
- Az érintőpontos túramozgalmaknál a felkeresendő pontok listája van csak megadva. A teljesítő ezeket a pontokat milyen úton és módon éri el az nincs megszabva. Tipikus példája a vártúrák, illetve valamely tájegység/megye nevezetességeinek felkeresése. Magyarországon talán a legismertebb és legtöbb felkeresendő ponttal rendelkező a Tájak–Korok–Múzeumok Egyesület (TKME) pecsételős játéka, melyben több mint 1700 helyszínen igazolhatjuk ottlétünket. Ezen helyek száma napjainkban is bővül.

- Az útvonalkövető mozgalmaknál az előre meghatározott útvonal bejárása a cél. A túra kiírása tartalmazza a bejárásához igénybe vehető eszközöket, járműveket. Magyarországon ilyen például az Alföldi Kék Túra, ahol a gyalogos bejáráson kívül elfogadják a sítúrás, illetve a kerékpáros teljesítést is.

## Turista kultúra
Egy közismert turista-dal szövege:
De szép az élet fenn a hegyekben

A szép természet lágy ölén 

Megmászni sorban a hegycsúcsokat, 

S túrázni völgyek rejtekén. 

Szép a turista élete 

Gondjait otthon felejtette 

Csak egy érdekli, és az a hegy, 

A hegy, a magas hegy 

Túrázik estig, és napnyugtával 

Megpihen a hegy vándora 

A csúcson állva búcsúzik tőle 

A lenyugvó nap sugara 

Párnája a virágos rét, 

Takarója a csillagos ég 

Álmában most is ott van a hegy, 

A hegy, a magas hegy. 